# Orchard Grass Hills
Orchard Grass Hills è un comune degli Stati Uniti d'America, situato nello Stato del Kentucky, nella contea di Oldham.